# جون هاين (كاهن كاثوليكي)
جون هاين (بالإنجليزية: John Hine)‏ هو كاهن كاثوليكي بريطاني، ولد في 26 يوليو 1938 في رويال تونبريدج ولز ‏ في المملكة المتحدة.